# Ґрудек (Високомазовецький повіт)
Ґрудек (пол. Gródek) — село в Польщі, у гміні Клюково Високомазовецького повіту Підляського воєводства.
Населення — 200 осіб (2011).
У 1975-1998 роках село належало до Ломжинського воєводства.

## Демографія
Демографічна структура станом на 31 березня 2011 року:
|          | Загалом | Допрацездатний вік | Працездатний вік | Постпрацездатний вік |
| -------- | ------- | ------------------ | ---------------- | -------------------- |
| Чоловіки | 107     | 21                 | 66               | 20                   |
| Жінки    | 93      | 15                 | 51               | 27                   |
| Разом    | 200     | 36                 | 117              | 47                   |